# カール (スナック菓子)
カールは、株式会社明治が発売しているスナック菓子。
ポップコーンに着想を得て1968年、当時の明治製菓から発売された。明治では「スナック菓子という概念がなかった日本に初めて登場したカール」と公表している。
名称は昭和30年代に流行した玩具「カール人形」から採用された。
キャッチフレーズは「それにつけてもおやつはカール」。

## 概要
カールはトウモロコシを原料とした親指大のノンフライスナック菓子で、サクサクとした軽い食感が特徴である。日本初のスナック菓子として1968年7月25日、チーズ味とチキンスープ味の発売以降さまざまな味・バリエーションが発売されている。
弧を描くような独特な形は、開発時に偶然ノズルから出た生地が丸まって下に落ちた形がユニークだったことがきっかけとなって決められた。「カール」という商品名も"curl（巻く）"に由来するが、商標登録の関係上"karl"となっている。ただしロゴの登録（登録番号 0840698）は発売日の翌日に出願されているが、商品名 KARL/カールの出願（登録番号 0252350）は発売日よりさかのぼること35年前の1933年（昭和8年）にされている。
カールのイメージキャラクターは、「子供のおやつとして定着させたい」という明治製菓の思いから、当初坊やと呼ばれる子供のキャラクターであったが、コマーシャルに脇役として登場していた、麦藁帽子（髪は非常に薄い）に泥棒髭、首には手拭を巻いた農作業姿のカールおじさんが人気を博し、1982年のかるーいしお味でパッケージに初登場して以降、イメージキャラクターを務めている。カールおじさんは、カールのみならず、不二家の『ペコちゃん』に相当する、明治（製菓）全体のマスコットキャラクターでもある。カールファミリーのキャラクターデザイナーはひこねのりおが手掛けている。
トウモロコシの粉末コーングリッツを材料としてエクストルーダに投入、練り込まれた生地が160～180度に熱され、約20倍にふくらむ。乾燥機で水分を飛ばし、コータという機械で油・調味料を吹付け、袋に包装される。
年間売り上げは最盛期が1990年代の190億円程で、2016年度は60億円程。

## CM
カールおじさん達が登場するアニメCMのCMソングは「いいもんだな故郷は」（別名「カールの歌」。作詞：高杉治朗、作曲：川口真）で、1990年に三橋美智也の歌でシングルが発売された。基本は1番：春、2番：夏、3番：秋、4番：冬だが、CMの歌詞には多数のバージョンが存在する。
3代目CMで登場したカールおじさんは風貌に品がないとの声が社内から上がり、4代目CMではいったん消えたものの、復活要望の声が多かったことから5代目CM以降再登場した。1974年より「おらが春篇」が開始され、カントリー歌手の寺本圭一が歌を担当した。「夏篇」では角田ヒロが歌を担当した。同年12月の「雪だるま篇」より三橋が主に担当するようになり、1993年の「おしゃべり貯金箱プレゼント編」まで使用された。三橋は20年間で31作を担当。三橋が歌うことになったのは小坂一也の推薦による。当初三橋はCMソングを歌うことに難色を示したが、「小坂の推薦」ということ、小坂が歌ったデモテープを聴き興味を示したことで承諾した。ACC CMフェスティバルでも何度も受賞しており、1976年には「ひっくりカエル／おじさん独唱／落葉」の3作がテレビフィルムCM部門秀作賞を受賞し、2001年にはCM殿堂入りを果たす  。1983年「春　おじさん橋編」・1985年「夏祭りだいこ編」が秀作賞、1987年「秋　つり鐘編」・1990年「池のほとり編」・1992年「きもだめし編」が優秀賞を受賞 。ラジオCMも1976年の「バターミルクあじ編」がCM音楽部門ACC賞、1978年にはラジオCM「カールこぶし教室　北海盆歌／佐渡おけさ／黒田節」がラジオCM部門秀作賞を受賞している。
その後は林家こぶ平（1994年）、岡村喬生（1998年）、団しん也（1999年 - 2001年）、志村けん（2002年 - 2003年）、和田アキ子（2007年）などが担当し、2011年2月より河村隆一が担当している。また、1995年・1996年のCMには宇崎竜童と瀬戸朝香が出演している。1978年には唯一、カールおじさんがセリフを言うCMが放送された。このときの声は由利徹が担当した。
2015年7月28日からのCMは、武田真治が起用され、「実写版カールおじさん」に扮して出演。
なお、関連商品の「カールスティック」のCMではカールおじさんが出るCMがカマンベールチーズ味のCMだけで少ない。カールスティックのCMはカールおじさんの他に過去に広末涼子（女優）や高橋由伸（当時読売ジャイアンツ選手）が出演していた。

### カール時報
カールのテレビCMには時報バージョンもあり、CS放送および110度CS放送の「キッズステーション」・「アニマックス」・「カートゥーン ネットワーク」で見ることができる（時報バージョンは、午前7時・午前10時・午後3時・午後5時の4種類（明治のホームページでは「CMギャラリー」で午前7時を除く3種類）を見ることができる）。

## 歴史
- 1960年代後半：明治製菓社内で1年通じて食べてもらえるお菓子を作り出そうとする企画が持ち上がる。そんな中、アメリカ出張から帰ってきた社員からスナック菓子の存在を知り、日本初のスナック菓子を作ることとなる。味付けのしやすさや原料費の安さからトウモロコシが選ばれた。暗中模索の連続の中「チーズ味」「チキンスープ味」の発売が決定する（1968年7月25日に首都圏で発売）。最終候補まで上がった「トマトスープ味」は結局ボツとなり、2013年に発売されるまで45年間日の目を見なかった。「チーズ味」は子どもを、「チキンスープ味」は大人を意識してのものだったが、当時はチーズは日本人には馴染みが浅く斬新だったという。100g入りで70円と他の菓子が50円で売られる中、やや高めの価格設定だった。しかし密閉性が不十分で湿気を帯びやすかったこと、価格設定や対象とする層には量が少し多かったことから当初は売れ行きは芳しくなく、クレームも多く寄せられたという[5]。
- 1969年：「チーズがけ」「カレーがけ」が発売される[29]。密閉性を高め、70g入り50円とするなどクレームを克服する改良が行われたことで好評に転じ、売り上げを伸ばしていった。さらに1971年には関西圏でのさらなる拡販を目指し、昆布だしをベースとした「うすあじ」を発売した[1]。
- 1975年：パッケージよりイメージキャラクター『坊や』が登場する[1]。1982年、「うすーいしお味」からパッケージに『カールおじさん』が登場する。1988年には袋の素材がアルミ箔を挟んだ物に変更され、それに伴い、従来の中身透過から、イメージ写真のプリントへ変更された[1]。
- 1976年 : 「バターミルクあじ」を発売。
- 1978年：「バーベキューあじ」「いそあじ」を発売。
- 1979年：「ピザあじ」「こんぶ味」を発売。
- 1982年：「しおあじ」を発売。
- 1987年：「うまか辛あじ」「バターしょうゆあじ」を発売。
- 1988年：「すきやきあじ」を発売。
- 1989年：「お好み焼きあじ」を発売。
- 1990年：「和風ビーフあじ」を発売。
- 1991年：「コーンポタージュあじ」を発売。
- 1993年：1976年の「バターミルク味」以来の甘い味となる「チョコレート味」「ナッツキャラメル味」が発売された[1][29]。ままた、「チリビーフ味」「牛どんあじ」も発売。
- 1994年：「オタフクソースあじ」を発売。
- 1995年：「のりしおあじ」「ガーリックビーフあじ」「北海道チーズあじ」「スパイシーカレーあじ」を発売。
- 1996年：コーングリッツに加え、少し甘めのスイートコーンも使用開始したといわれる[30]。「うめかつおあじ」「コーンバターあじ」「サワークリーム＆マスタードあじ」「カルボナーラあじ」「煮込みカレーあじ」を発売。
- 1997年：「南国カレーあじ」「イタリア風トマトガーリックあじ」「グリルドソーセージあじ」「うめあじ」「マイルドチキンあじ」を発売。
- 1998年：発売30周年を迎え、従来のスタイルから離れたスティック型のカール「カールスティック」が発売される。通常カールは「うすしおごくうま仕立て」「チーズあじカマンベール入り」を発売。
- 1999年：「こくうま塩味」「和風カレー味」「焼きもろこし味」を発売。
- 2001年：ホームページと連動してキャラクター型の菓子を見つける企画を行うも、予想を大きく超える反響があり、企画が中止となる[1]。同年冬、受験生を応援する商品として「ウカール」が発売される。以後、定期的に受験シーズンになるとパッケージが変更されている。
- 2003年：志村けん監修による「のりキムチ味」を数量限定で発売。
- 2004年：『カールおじさん』30周年を記念し、ロゴが一新されるなどした。
- 2005年：量・大きさが通常の2倍サイズの「でかカール」が発売された[31]。2008年は発売40周年を記念し、新しい生地による「カールふわっち」「くりぬきカール」が発売された[1]。また、ポッカコーポレーション（現・ポッカサッポロフード&ビバレッジ）との業務提携に伴い、POKKAの商品『じっくりコトコト煮込んだスープ』とのコラボレーション企画として「コーンポタージュ味」「クラムチャウダー味」が発売された[1]。
- 2012年：沖縄県限定で神戸屋とのコラボレーションによる「カールパン」も発売された（カレー味、チーズ味）。また同年、「お米で作ったカール」も店舗に並び、2013年には「焼きたらこ風味」「海苔の佃煮風味」が新たに発売されている[32]。

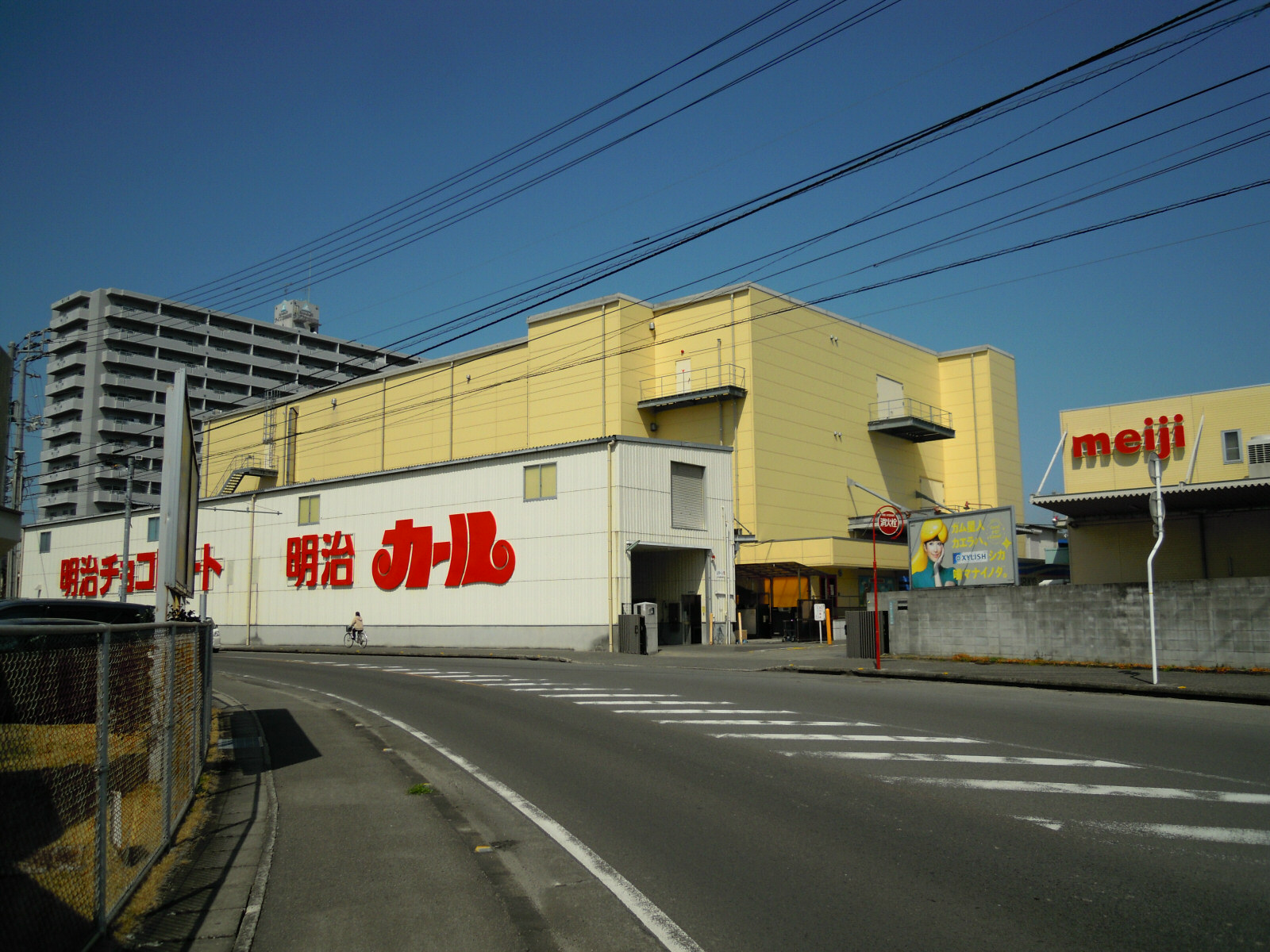
四国明治松山工場

- 2013年11月：明治のHPで行なわれた「食べたいカールはどれ?」キャンペーンのうち、「食べてみたい!夢の味」部門で1位となった「グラタン味」が発売された[33]。
- 2016年：カールより硬いかみごたえと濃厚なチーズ風味の「大人の贅沢カール」が発売された[34]。
- 2017年5月25日：競争激化による販売低迷[35]などを理由に、中部地方以東（東日本）[36]での販売を8月で終了し[37]、近畿地方以西（西日本）[38]限定販売に、ラインナップも「カールチーズあじ」「カールうすあじ」のみになることが発表された[9][39][40][41]。カールは、四国明治[42]愛媛県松山市の松山工場のみで生産し「カールおじさん」は継続して使用される[43]。
- 2023年4月26日：松山工場がある愛媛県松山市がふるさと納税の返礼品として本商品の取り扱いを開始した。前述の経緯で2017年以降は本商品が販売されていない首都圏在住者からの申し込みが殺到し、受け付けを一時停止する事態になった[44][45]。

### 復刻
2001年、「カールうすあじ」30周年を記念して復刻版カールが発売される。
「カレーがけ」（1969年に発売）は何度も復刻（2001年、2008年、2009年7月）されている。3回目となる2009年7月発売品では、明治乳業との経営統合を機に変更された新しいブランドロゴマーク（meiji）を導入しており、パッケージ裏の右下にはカールおじさんがブランドマークの変更をお知らせしている。
また、「バターしょうゆ味」（1987年に発売）は2009年春のみ限定復刻された。その他、「ピザあじ」（1979年に発売）は2007年と2011年に、「いそあじ」（1978年に発売）は2012年に復刻された。

## 商品ラインナップ
現在
- カール チーズあじ
- カール うすあじ

過去
- カール カレーあじ（2017年8月生産終了[39][47]）
- 小つぶカール チーズあじ / うすあじ（2017年8月生産終了[39][47]）
- 大人の贅沢カール 2種（2017年8月生産終了[39][47]）
- シャカシャカカール（2023年9月生産終了）